# In My Lifetime, Vol. 1
In My Lifetime, Vol. 1 es el segundo álbum de estudio del cantante estadounidense Jay-Z, lanzado el 4 de noviembre de 1997 por los sellos Roc-A-Fella Records y Def Jam Recordings. El álbum debutó en el tercer puesto en la lista Billboard 200 de Estados Unidos y en el puesto 2 en la lista de mejores álbumes de R&B/Hip-Hop, alcanzando la certificación de platino por la RIAA por ventas superiores a las 138.000 copias en su primera semana. Fue, además, el primer lanzamiento de Jay-Z tras la muerte de su compañero y colaborador, el rapero The Notorious BIG en marzo de 1997. 
El álbum contó con las colaboraciones de artistas invitados, como Lil' Kim, Foxy Brown, Babyface, Blackstreet, Teddy Riley, Too $hort, Sauce Money y Puff Daddy. La producción corrió a cargo del equipo de producción de Puff Daddy, The Hitmen del sello Bad Boy, con alguna contribución de DJ Premier y Ski, productores del primer álbum de Jay-Z Reasonable Doubt. El álbum obtuvo críticas mixtas, destacando en muchas ocasiones que Jay-Z había optado por la vía fácil, realizando un trabajo más comercial que el anterior.
En una entrevista de 1998 con MTV News, Jay-Z explicó cómo la muerte de su compañero rapero y colaborador de Brooklyn, The Notorious BIG, dio forma a partes de In My Lifetime, vol. 1. En la entrevista, explicó que el álbum no fue tan divertido de grabar como su debut, Reasonable Doubt, y que ciertos temas, como The City is Mine, se vieron influenciados por la muerte del rapero.

## Listado de canciones
Edición estándar
|    | Canción                                                 | Producción                  | Duración |
| -- | ------------------------------------------------------- | --------------------------- | -------- |
| 1  | "Intro: A Million and One Questions/Rhyme No More"      | DJ Premier                  | 03:21    |
| 2  | "The City Is Mine" (Feat. Blackstreet)                  | Teddy Riley & Chad Hugo     | 04:12    |
| 3  | "I Know What Girls Like" (Feat. Lil' Kim & P. Diddy)    | The Hitmen                  | 03:53    |
| 4  | "Imaginary Player"                                      | Daven "Prestige" Vanderpool | 03:57    |
| 5  | "Streets Is Watching"                                   | Ski                         | 03:58    |
| 6  | "Friend or Foe '98"                                     | DJ Premier                  | 02:09    |
| 7  | "Lucky Me"                                              | Steven "Stevie J" Jordan    | 04:59    |
| 8  | "(Always Be My) Sunshine" (Feat. Foxy Brown & Babyface) | Daven "Prestige" Vanderpool | 04:43    |
| 9  | "Who You Wit"                                           | Ski                         | 04:29    |
| 10 | "Face Off" (Feat. Sauce Money)                          | Poke & Tone                 | 04:06    |
| 11 | "Real Niggaz" (Feat. Too Short)                         | Anthony Dent                | 05:07    |
| 12 | "Rap Game/Crack Game"                                   | Big Jaz                     | 02:40    |
| 13 | "Where I'm From"                                        | Deric "D-Dot" Angelettie    | 02:40    |
| 14 | "You Must Love Me"                                      | Nashiem Myrick              | 05:47    |